# Pasquale Natuzzi
Pasquale Natuzzi (Matera, 24 marzo 1940) è un imprenditore italiano, fondatore e presidente del gruppo Natuzzi.

## Biografia
Nasce a Matera il 24 marzo del 1940 da una famiglia pugliese originaria di Santeramo in Colle, è il secondogenito di sette figli. Suo padre Vitantonio gestisce una piccola falegnameria, sua madre Annunziata Tritto ha un piccolo negozio di generi alimentari. Dopo i primi anni trascorsi a Matera, la famiglia Natuzzi si trasferisce a Taranto, in Puglia. A 15 anni Pasquale Natuzzi entra come apprendista nel laboratorio di un amico tappezziere (Pierino Amandonico, con il laboratorio sito in Taranto Via Principe Amedeo angolo Via Gorizia).
Nel 1959 Natuzzi si mette in proprio e dà vita al suo primo laboratorio artigianale per la produzione di divani e poltrone: nasce la Natuzzi. Nel 1962 si trasferisce a Matera, città in cui è nato. In breve tempo, però, i suoi collaboratori ritornano a Taranto e Pasquale Natuzzi, non trovando sostituti, decide di aprire un negozio di mobili.
L'esperienza commerciale dura cinque anni, al termine dei quali Natuzzi rimette in piedi una piccola azienda. Nel 1972 fonda la Natuzzi Salotti S.r.l. con sede sempre a Matera. Un anno dopo, un cortocircuito manda in fiamme lo stabilimento di Matera. Natuzzi si vede costretto a trasferire la produzione nella fabbrica ancora in via di costruzione nella vicina Santeramo in Colle, comune della Città metropolitana di Bari della quale è originario.
La produzione riparte subito e già una settimana dopo il rogo si effettua la prima consegna. Quella fabbrica in seguito è diventata la sede del quartier generale del gruppo Natuzzi.
Intorno alla metà degli anni settanta, Pasquale Natuzzi partecipa per la prima volta a una fiera dell'arredamento a Bari, dove prende i primi contatti con alcuni clienti del Medio Oriente: Arabia Saudita, Israele, Giordania. Già nel 1976, l'azienda esporta in quei paesi il 60% del suo fatturato, il resto lo realizza in Italia. Nel 1977 Pasquale Natuzzi partecipa per la prima volta alla fiera del mobile di Colonia, dove espone un solo divano in pelle. Qui stabilisce i contatti con un'importante catena di distribuzione europea, la belga Universe du Cuir, che gli permette di iniziare le esportazioni in Nord Europa e di specializzarsi nelle nicchia del divano in pelle.
Negli anni ottanta Pasquale Natuzzi si concentra sul mercato americano, avviando una collaborazione con Macy's, una delle principali catene di negozi statunitensi.
Nel 1993 la Società si quota a Wall Street.
Nel 1993 Pasquale Natuzzi viene chiamato da Claudio Dematté nel consiglio di amministrazione di Sipra, la concessionaria della Rai per la raccolta pubblicitaria.
Il solido legame con gli USA si rafforza, nel 1998, con la costruzione a High Point (Carolina del Nord) della nuova sede commerciale di Natuzzi Americas: un palazzo a forma di nave per simboleggiare la storia imprenditoriale di Pasquale Natuzzi, caratterizzata dalla "scoperta dell'America". Il progetto viene affidato all'architetto Mario Bellini.
Sulla scia del successo di Pasquale Natuzzi nascono numerose aziende manifatturiere locali, molte delle quali fondate da ex-collaboratori Natuzzi (Agnese Sinisi). Nel "triangolo del salotto" tra Santeramo, Matera ed Altamura nasce un piccolo miracolo del Sud: nasce il distretto murgiano del salotto, sviluppatosi e cresciuto sulla scia della crescita del Gruppo Natuzzi e di altre realtà produttive presenti nel territorio.
La crescita conseguita negli anni dal Distretto del Salotto è notevole: il fatturato complessivo supera i 1.400 milioni di euro, con più di 300 imprese attive a livello di produzione finito e semilavorati, per un totale di undicimila addetti (Dati: Confindustria 2001).
Agli inizi degli anni 2000, la Natuzzi e l'intero distretto murgiano del salotto sembrano volare con il vento in poppa, ma Pasquale Natuzzi va controtendenza. In un'intervista alla Gazzetta del Mezzogiorno l'imprenditore dichiara che il Distretto potrebbe scomparire entro il 2010 a causa della imminente globalizzazione e della incapacità delle aziende locali di investire su una propria identità di marca e di prodotto e sulla qualità.
Col passare degli anni e con l'aggravarsi della crisi del settore Pasquale Natuzzi è sempre più impegnato sui temi della responsabilità sociale d'impresa, dell'affermazione della legalità, contro il lavoro nero e in difesa del made in Italy.
Pasquale Natuzzi vive a Santeramo in Colle, è sposato con Antonisa Perrone, consigliere di amministrazione della holding Natuzzi S.p.A., ed è padre di cinque figli, tre dei quali lavorano in azienda: Nunzia, Annamaria e Pasquale Junior, Direttore Creativo Natuzzi.

## Riconoscimenti
Nel 1995 riceve dall'allora presidente della Repubblica Italiana Oscar Luigi Scalfaro il Premio Leonardo - Qualità Italia per l'innovazione e la qualità nei prodotti.
Nel 2001, l'Università di Bari conferisce a Pasquale Natuzzi la laurea honoris causa in Scienze dell'Educazione, per essersi distinto nel corso degli anni nelle iniziative di formazione riservate ai lavoratori, tecnici e manager del Gruppo Natuzzi.
Nell'ottobre del 2008 Pasquale Natuzzi è stato inserito nell'American Furniture Hall of Fame per il contribuito alla crescita e allo sviluppo dell'industria dell'arredamento negli Stati Uniti. Natuzzi è il primo non americano a ricevere questo riconoscimento.
Nel novembre del 2010 la Fondazione Italia Cina, nell'ambito dei China Award 2010, ha conferito a Natuzzi il premio Capital Elite come migliore testimonianza del Made in Italy in Cina.
Nel 2011 Pasquale Natuzzi ha ricevuto il premio alla carriera dalla Anti-Defamation League (ADL), per essersi distinto nel proprio lavoro, migliorando e valorizzando le relazioni tra i collaboratori, i clienti, e tra tutte le persone che sono coinvolte nelle attività dell'impresa.
Nel dicembre 2015 ha ricevuto l "Italian talent award 2015" per il Made in Italy dall'Italian Talent Association.
Nel luglio 2016 è nominato "CEO dell'Anno 2016" per il Settore Arredo e Design in occasione della VI edizione del Premio Internazionale Le Fonti